# Кослінка (Штумський повіт)
Кослінка (пол. Koślinka) — село в Польщі, у гміні Штум Штумського повіту Поморського воєводства.
Населення — 139 осіб (2011).
У 1975-1998 роках село належало до Ельблонзького воєводства.

## Демографія
Демографічна структура станом на 31 березня 2011 року:
|          | Загалом | Допрацездатний вік | Працездатний вік | Постпрацездатний вік |
| -------- | ------- | ------------------ | ---------------- | -------------------- |
| Чоловіки | 72      | 17                 | 46               | 9                    |
| Жінки    | 67      | 17                 | 39               | 11                   |
| Разом    | 139     | 34                 | 85               | 20                   |